# يوسف السالم
يوسف منصور السالم (5 مايو 1985 - 12 فبراير 2023) هو لاعب كرة قدم سعودي.

## مسيرته الكروية
بدأ مسيرته الكروية مع نادي القادسية السعودي ، ولعب معهم حتى عام 2006، وفي عام 2006 انتقل إلى نادي الشباب السعودي انتقال نهائي بقيمة 3.300.000 ، وفي عام 2009 انتقل إلى نادي الاتفاق السعودي وفي بداية موسم 2013-2014 انتقل إلى نادي الهلال السعودي في صفقة انتقال حره .
ومركزه بالفريق هجوم ويتميز بالضربات الرأسية وطول القامة، ووقع مع الهلال.
بدأ اللعب مع القادسية السعودي من ثم الشباب السعودي والاتفاق السعودي والهلال السعودي ونادي الجبيل ونادي الثقبة.
حقق كأس خادم الحرمين الشريفين مع الشباب، وكأس خادم الحرمين الشريفين وكأس السوبر مع الهلال
والمركز الثالث مع الاتفاق والتأهل لدوري أبطال آسيا والمركز الثالث في منافسة هدافي دوري زين السعودي 2010 - 2011. وحصل على لقب هداف كأس الخليج للمنتخبات الأولمبية 2008 برصيد 3 أهداف، وكان يلعب مع المنتخب السعودي الأول لكرة القدم. من أشهر ألقابه: «العقرب» و«f16».

## وفاته
توفي يوسف السالم يوم الأحد 21 رجب 1444 هـ الموافق 12 فبراير 2023 عن عمر ناهز السابعة والثلاثين بعد معاناة مع المرض.